# Zinóvios Valvis
Zinóvios Valvis o Zinóvios-Zafirios I. Valvis (en grec: Ζηνόβιος-Ζαφείριος Ι. Βάλβης) (Mesolongi, 1800 - Mesolongi, 1886) fou un polític grec, que exercí per dos breus períodes com a Primer Ministre de Grècia.

## Biografia
Va realitzar els seus estudis a Itàlia, primer de teologia que va canviar després a dret. Valvis es va casar amb d'Arsinoe Ratzikosta amb qui va tenir nou fills. En dues ocasions va ocupar el càrrec com a Primer Ministre de Grècia, però va caure en desgràcia a la seva vellesa i va morir empobrit, després de rebutjar una pensió d'estat a fi de no ser una càrrega per a l'Estat grec. Zinóvios Valvis era el germà de Dimítrios Valvis qui també va exercir com a Primer Ministre. Va morir a Missolonghi el 1886.